# Hermodsgade
Hermodsgade er en flitsbueformet gade i Haraldsgadekvarteret på Ydre Nørrebro i København. Den er en sidegade til Haraldsgade, og svinger hen over Sigurdsgade og ender ved Tagensvej.
Gaden er navngivet efter Hermod, som var gudernes sendebud til dødsriget, da de ønskede den døde Balder tilbage.
I Hermodsgade ligger en sjovt svunget bygning, Hermodsgaard fra 1935, bl.a. beboet af Islamisk Social Center og en skole. På bygningen (nr. 30) er der et smukt relief, der forestiller en engel, der hugger et ansigt ud af sten. Bygningen er tildelt høj bevaringsværdi. Bygget af arkitekterne Leth & Walsøe for A/S Elektrolux i 1936. Man kan stadig ane hvor skiltet har siddet, 1936-70. Derefter flyttede Danmarks pædagogiske Institut ind, og fra 1977 havde (noget af) Undervisningsministeriet til huse her.
Der er et fælleshus og et stort kontorfællesskab i gaden, ellers er det langt overvejende beboelse. 
Hermodsgade 12-16: En farveglad bygning i forhold til resten af gaden. Det er en aflægger af Titanparken, børnevenligt socialt boligbyggeri med legearealer og masser af grønt. En børnevenlig service er at hoveddørene har forskellige farver og udformede vinduer, nr. 14 er fx pink med to trekantede vinduer, dét kan man huske selvom man ikke kan tal!
Karréen mellem Sigurdsgade og Haraldsgade har flotte streamline betonlignende altaner i støvede grønne, gule og røde farver. 
I 1950’erne lå der en købmand Flintager i nr. 1.